# بيوتر بولسزاك
بيوتر بولسزاك (بالبولندية: Piotr Polczak)‏ (25 أغسطس 1986 بكراكوف في بولندا - ) هو لاعب كرة قدم بولندي في مركز الدفاع. شارك مع منتخب بولندا لكرة القدم. أما مع النوادي، فقد لعب مع تيريك غروزني ونادي فولغا نيجني نوفغورود ونادي كراكوفيا وGKS Katowice ‏.

## وصلات خارجية
- بيوتر بولسزاك على موقع قاعدة بيانات كرة القدم.إي يو (الإنجليزية)
- بيوتر بولسزاك على موقع ناشيونال فوتبول تيمز (الإنجليزية)
- بيوتر بولسزاك على موقع Soccerway.com (الإنجليزية)
- بيوتر بولسزاك على موقع عالم كرة القدم.نت (الإنجليزية)